# The Pride of St. Louis
The Pride of St. Louis (bra O Homem do Dia) é um filme norte-americano de 1952, do gênero drama biográfico, dirigido por Harmon Jones e estrelado por Dan Dailey e Joanne Dru.
O filme é um relato caloroso e divertido da carreira do ídolo Jerome Herman "Dizzy" Dean, ou simplesmente Dizzy Dean, uma das figuras mais coloridas do beisebol dos EUA.

## Sinopse

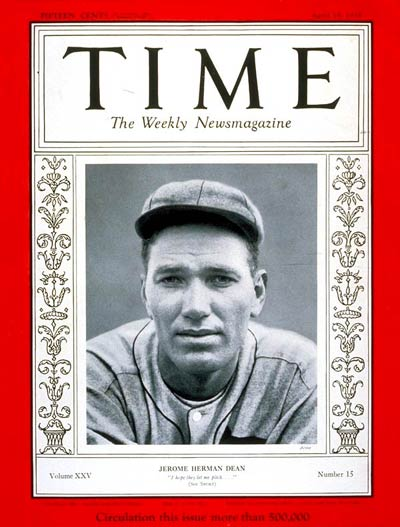
Dizzy Dean numa capa da Time de 1935}}

Dean, um sujeito muito boa praça, sai da pobreza para as ligas inferiores do beisebol e daí para o St. Louis Cardinals, onde logo se torna um famoso lançador. Seu irmão Paul Dean joga na mesma equipe e juntos eles ajudam a tirar a World Series do Detroit Tigers, em 1934. Mas seus dias de glória terminam quando sucessivas contusões tiram-no dos campos. Inconformado e deprimido, ele encontra uma nova carreira, agora como comentarista esportivo, graças à ajuda do amigo Johnny Kendall e da esposa Patricia.

## Premiações
| Patrocinador                                  | Prêmio     | Categoria                | Situação                    |
| --------------------------------------------- | ---------- | ------------------------ | --------------------------- |
| Academia de Artes e Ciências Cinematográficas | Oscar 1953 | Melhor história original | Indicado[carece de fontes?] |

## Elenco
| Ator/Atriz     | Personagem     |
| -------------- | -------------- |
| Dan Dailey     | Dizzy Dean     |
| Joanne Dru     | Patricia Dean  |
| Richard Hylton | Johnny Kendall |
| Richard Crenna | Paul Dean      |
| Hugh Sanders   | Horst          |
| James Brown    | Moose          |
| Leo Cleary     | Ed Monroe      |